# Carex ligniciensis
Carex ligniciensis är en halvgräsart som beskrevs av Ernst Figert. Carex ligniciensis ingår i släktet starrar, och familjen halvgräs. Inga underarter finns listade i Catalogue of Life.